# Chloroclystis exilipicta
Chloroclystis exilipicta là một loài bướm đêm trong họ Geometridae.